# 닌자스 인 파자마스
닌자스 인 파자마스(영어: Ninjas in Pyjamas, NiP, NiP - Gaming)는 스웨덴의 e스포츠 프로 팀이다.
e-스포츠 대회에서 많은 상금을 획득했으며, 카운터-스트라이크: 글로벌 오펜시브와 리그 오브 레전드 두 개의 게임에 각각 5명씩 총 10명의 선수가 있다.